# François Bluche
Pour les articles homonymes, voir Bluche.
François Bluche, né le 17 septembre 1925 à Montpellier et mort le 28 juin 2018 à Cornimont, est un historien français considéré comme l’un des plus grands spécialistes de l’Ancien Régime. Professeur d'histoire moderne à l'université de Besançon puis à l'université Paris-X-Nanterre, il exerce les fonctions de pasteur protestant à Gérardmer en 1977-1979.

## Biographie
Joël François Bluche est le fils de Pierre Bluche, créateur d'une usine de bonneterie de soie à Ganges, qui soutient Philippe Pétain sous le régime de Vichy. Ayant reçu, selon Christian Amalvi, une éducation « profondément patriotique », il s'engage à 17 ans dans les Francs-tireurs et partisans et adhère au Parti communiste français. À la Libération, il intègre d'ailleurs la rédaction de Rouge Midi, dirigé par Jean Cristofol. Il quitte la mouvance communiste après de « rapides désillusions ».
Durant la guerre d'Algérie, il soutient l'Organisation de l'armée secrète (OAS), et est conséquemment inculpé, en juin 1962, de « complot contre l'autorité de l'État ».
Agrégé d'histoire en 1950, il soutient une thèse sur les magistrats du parlement de Paris au XVIIIe siècle, dédiée à son ami Pierre Gaxotte, et qui se distingue de la ligne historiographique alors dominante de l'École des Annales. Il est nommé professeur d'histoire moderne à l'université de Besançon (1957-1969), puis à l'université Paris-X-Nanterre où il finit sa carrière académique en 1996. Il est l'un des pionniers de l'histoire des mentalités.
Spécialiste du Grand Siècle, il est notamment l'auteur d'un volumineux Louis XIV en 1986, « travail considérable » par la masse des faits collectés comme par la remise en cause par le retour aux sources de la plupart des interprétations qui avaient été faites de ce règne.
François Bluche a également dirigé un Dictionnaire du Grand Siècle paru en 1990.
Il est le père de Frédéric Bluche, historien du droit.
Il meurt le 28 juin 2018 à Cornimont.

### Prises de position
Né dans une famille catholique « très conservatrice sur le plan religieux », lui-même alors agnostique, il rejoint l'Église réformée de France en réaction à une « logorrhée néo-chrétienne » alléguée, consécutive selon lui au concile Vatican II. Il est proche du courant, minoritaire, de Philippe Brissaud, éditeur du mensuel protestant Tant qu'il fait jour ; mais aussi, plus particulièrement, de Pierre Chaunu, dont il partage les positions opposées au progressisme ecclésial, et avec qui il signe un pamphlet remarqué, Lettres aux Églises (1977). En 1977-79, il exerce comme pasteur à Gérardmer.
En 1960, il compte parmi les signataires du Manifeste des intellectuels français pour la résistance à l'abandon.
En 1999, il signe pour s'opposer à la guerre en Serbie la pétition « Les Européens veulent la paix », initiée par le collectif Non à la guerre.
En 2012, il fait partie des parrains du projet Notre antenne, qui donne naissance en 2014 à TV Libertés.

## Ouvrages
- L'Origine des magistrats au Parlement de Paris au XVIIIe siècle, Dictionnaire généalogique, 1956, 413 p., in Paris et Ile-de-France, Mémoires, tomes V-VI ;
- Lamentable Clio sous le nom de « Paul Guérande », Éditions Fasquelle, 1957.
- Les Honneurs de la cour, 1957, Les Cahiers nobles n° 10 & 11 ;
- Les Magistrats du Parlement de Paris au XVIIIe siècle (1715-1771), Paris : Les Belles Lettres (vol. 35 d'une collection des Annales littéraires de l'université de Besançon), 1960. 463 p.
- L'Anoblissement par charges avant 1789, 1962, Les Cahiers nobles n° 23 & 24 (Avec Pierre Durye) ;
- O.A.S. - Métro : ou les enfants perdus, récit (sous le nom de Paul Guérande), éditions du Fuseau, 1964, 188 p.
- Le petit monde de la comtesse de Ségur (sous le nom de Paul Guérande), Paris : Les Seize, 1964, 96 p., ill.
- Les Magistrats de la Cour des monnaies de Paris au XVIIIe siècle, 1715-1790, Paris : Les Belles Lettres (vol. 81 d'une collection des Annales littéraires de l'université de Besançon), 1966. 81 p.
- Les Magistrats du Grand conseil au XVIIIe siècle, 1690-1791, thèse présentée à l'École pratique des Hautes études, IVe section. Paris : Les Belles Lettres (vol. 82 d'une collection des Annales littéraires de l'université de Besançon), 1966. 191 p   (ISBN 978-2717809886).
- Les Pages de la Grande Écurie, 3 vol., Les Cahiers nobles no 28 à 30, Paris, 1966.
- Le Despotisme éclairé, Paris : Fayard, coll. « Les Grandes Études historiques », 1968. 380 p.
- Marie-Josèphe de Saxe, Paris, éditions Hachette, 1970
- La Vie quotidienne de la noblesse française au XVIIIe siècle, Paris : Hachette, coll. « La Vie quotidienne », 1973, 270 p. (BNF 35172861), (BNF 36261138)[11]
- Lettre aux Églises, en collaboration avec Pierre Chaunu, Paris : Fayard, 1977. 214 p.  (ISBN 2213004544)
- La Vie quotidienne au temps de Louis XVI, Paris : Hachette, coll. « La Vie quotidienne », 1980, 397 p.  (ISBN 2010038282)
- La Véritable hiérarchie sociale de l'ancienne France. Le tarif de la première capitation (1695), en collaboration avec  Jean-François Solnon. Genève : Droz, 1983. 211 p.
- La Vie quotidienne au temps de Louis XIV, Paris : Hachette, coll. « La Vie quotidienne », 1984, 401 p  (ISBN 2010093909)[12].
- Les Magistrats du Parlement de Paris au XVIIIe siècle, Économica, 1986, 481 p.
- Louis XIV, Paris, Fayard, 1986, 1039 p. (ISBN 2-213 01568-6, présentation en ligne).
- Le Petit monde de la comtesse de Ségur, Paris, Hachette, 1988. 185 p  (ISBN 2-01-014514-3).
- Louis XIV vous parle. Mots et anecdotes, Paris, Stock, 1988. 345 p  (ISBN 978-2012789876).
- Collectif (sous la direction de François Bluche), Dictionnaire du Grand Siècle, Paris : Fayard, 1990. 1643 p  (ISBN 2-213-02425-1).
- Le grenier à sel. Souvenirs, Paris : Éditions de Fallois, 1991  (ISBN 2-87706-131-0).
- Dictionnaire des mots historiques. De César à Churchill, Paris : Éditions de Fallois, 1992. 405 p  (ISBN 978-2877061490).
- L'Ancien régime. Institutions et société, Paris : Éditions de Fallois/Librairie générale française, 1993. 223 p  (ISBN 2253064238).
- De la Renaissance au règne de Louis XVI, Paris : Éditions Fleurus, coll. « Notre Histoire » (pour la jeunesse), 1995. 83 p  (ISBN 978-2215040033).
- La Véritable Hiérarchie sociale de l'ancienne France. Le tarif de la première capitation (1695), Genève, Droz, 1995  (ISBN 978-2-600-03985-7).
- La Foi chrétienne. Histoire et doctrines, Paris, Éditions du Rocher, 1996. 323 p  (ISBN 9782268021829).
- Dictionnaire des citations et des mots historiques, Paris, Éditions du Rocher, 1997. 434 p  (ISBN 978-2268025803).
- Louis XIV, Paris, Hachette, 1999 (Coll. Pluriel)  (ISBN 9782012789876).
- Louis XV, Paris, Perrin, 2000, 297 p. (ISBN 2-262-01592-9, présentation en ligne). Réédition : Louis XV, Paris, Perrin, coll. « Tempus » (no 36), 2003, 297 p., poche (ISBN 978-2-262-02021-7).
- Le despotisme éclairé, Paris, Hachette, 2000 (Coll. Pluriel)  (ISBN 978-2012790124).
- Les Faux Nobles, Paris, Éditions du Rocher, 2000. 238 p.
- Au plaisir de l'histoire, recueil d'articles, Paris, Perrin, 2001. 305 p.
- La Bible est ma patrie. Cinquante-deux prédications évangéliques, Éditions de Paris, 2002.
- Richelieu, Paris, Perrin, 2003. 468 p  (ISBN 978-2-262-01718-7).
- Dictionnaire du Grand Siècle (1589-1715), Fayard, 2005  (ISBN 978-2-213-62144-9).
- Le Grand Règne, Paris, Fayard, 2006  (ISBN 9782213630984).
- 77 ans d'enthousiasme. Ressouvenirs, Paris, Éditions du Rocher, 2006  (ISBN 9782268057576).
- La Noblesse française au XVIIIe siècle, Paris, Éditions Fayard, 2013  (ISBN 978-2-213-67697-5).

## Prix
- Prix Broquette-Gonin 1970.
- Grand prix Gobert 1961.
- Prix Renaissance des lettres 1984[13].